# 작전명 비스트
《작전명 비스트》(Beast of Burden)는 미국에서 제작된 예스퍼 갠스란트 감독의 2018년 액션, 범죄, 스릴러 영화이다. 다니엘 래드클리프 등이 주연으로 출연하였고 메리 앨로 등이 제작에 참여하였다. 2018년 2월 23일 모멘텀 픽처스에 의해 미국에서 극장 제한 개봉 및 주문형 비디오(VOD) 개봉이 동시에 이루어졌다.

## 출연

### 주연
- 다니엘 래드클리프

### 조연
- 그레이스 검머
- 파블로 쉬레이버
- 르니 윌렛
- 데이빗 조셉 마르티네즈
- 로버트 위즈덤
- 세자르 페레즈

## 기타
- 사운드: 댄 스노우
- 미술: 나바
- 시각효과: 프레드릭 노드
- 의상: 로저 J. 포커
- 배역: 앤 맥카시